# 水野弥一
水野 彌一（水野 弥一、みずの やいち、1940年6月13日 - ）は、日本のアメリカンフットボール指導者、京都大学アメリカンフットボール部元監督。元京都市教育委員。

## 来歴

### 出生から京大監督時代まで
京都市生まれ。京都市立西京高等学校卒後、パイロットを目指し、防衛大学校に入学するも、アメリカンフットボールで腰を痛め1年で中退し、1961年京都大学工学部に入学。ラグビー部に入るつもりだったが部員が足りないからとアメリカンフットボール部に入部。1965年同部コーチに就任。1968年同大院工学研究科修了後、コロラド鉱山大学留学を経てトヨタ自動車に勤務の傍ら1974年より監督となった。アメフトの経験のない初心者を猛練習で鍛える手技で京大アメフト部を強豪チームに育て上げた。1980年から監督専従となる。1983年に甲子園ボウル初優勝。以後2度連覇するなどして優勝6回（国公立大学では唯一）。社会人代表と争うライスボウルも優勝4回を記録した。2011年勇退。
2000年、京都市教育委員に就任。2008年、京都市教育委員長に就任。
2011年、平成23年度「京都スポーツの殿堂」に殿堂入り。

### 京大監督退任後
2012年より追手門学院高等学校に招かれアメフト部監督に就任した。追手門学院大の客員特別教授にも就任している。2014年より系列の追手門学院大学アメフト部も依頼されて監督に就任した（朝日新聞 2012年5月）。追手門学院大学では4戦全勝でブロック優勝するなどしたが、臨んだ1部-2部入れ替え戦で古巣の京大アメフト部に敗れた。
2015年2月自分が連れてきたコーチ2人の発言が人権侵害として部員の顰蹙を買い、部員が練習をボイコットする事件があった。このため大学がコーチ2人を解任する方針を表明した。また学生側は大学に水野監督の更迭も要求した。この事態を受けて水野は「（学生日本一に向け）中途半端なことをやるのは嫌なので、自分も辞めることにした」、「学生が強いチームにならなくていいと言うので、私はいてもしょうがないということ」などと問題のコーチの就任を斡旋した自分の責任を棚に上げた他人事のようなコメントを残し、学生たちに一切謝罪する事無く監督を辞任した。
2016年1月、第3回日本アメリカンフットボール殿堂入りが決まる。同年4月、立教大学体育会アメリカンフットボール部のシニアアドバイザーに就任。
2018年10月、新聞報道により2019年4月に創部される私立京都両洋高等学校アメリカンフットボール部 (WARRIORS) のヘッド・コーチに就任予定であることが報じられる。

## 特記事項
- 2014年5月、スウェーデンで開催された第1回大学世界選手権大会の日本代表監督も務めた[2]。結果は、準優勝。